# Клітін Олександр Михайлович
Олександр Михайлович Клітін Історик релігії та церкви

## Життєпис та науковий доробок
Народився 21.10.1860 на Смоленщині у родині священика. 
У 1880–1884 навчався у Московській духовній семінарії. Після завершення навчання викладав деякий час у цьому навчальному закладі. У 1900–1918 читав історико-релігійні та богословські курси на посаді проф-а богослов'я  Імператорського Новоросійського університету та Одеського вищого міжнародного ін-ту, вчителя Рішельєвської гімназії. Був протоієреєм університетської церкви. Перебував у відрядженнях у Києві та за кордоном Російської імперії. 
Зокрема, у Києві він працював у бібліотеці Київської духовної академії. Співробітничав в одеській газеті «Русская Речь», низці православних видань. Часто виголошував публічні промови на урочистих актах Імператорського Новоросійського університету , засіданнях присвячених видатним поетам та письменникам, зокрема, М. Гоголю та В. Жуковському, публікував спогади про своїх сучасників з середовища духовенства. Активно реагував на суспільно-політичні події. Його погляди відповідали традиціям християнської консервативної суспільно-політичної думки. У низці виступів та брошур відзначав занепад моральності у суспільстві, вважаючи, що це викликає підвищення випадків самогубства. Занепад моральності та релігійності, на його думку, були тісно взаємопов'язаними явищами. Сучасне йому суспільство він критикував за відсутність осіб, що були б здатні взяти на себе відповідальність. 
Будучи переконаним православним християнином, виступаючи за вдосконалення викладання Закону Божого у середній та вищій школах, він втім не вважав, що саме по собі викладання Святого Писання не позбавляє від невір'я, соціалізму та нігілізму. У революційні роки діяльність О. Клітіна була об'єктом гострої критики з боку представників соціалістичного руху, які обвинувачували його в обскурантизмі.
Головним внеском в історичну науку є велика за обсягом узагальнююча праця з історії релігії, що була результатом багаторічної викладацької практики професора. Критика визнала це видання найкращим тогочасним посібником з історії релігії. На відміну від багатьох подібних видань, курс відзначався ґрунтовним аналізом історичних питань, оригінальністю думок, широтою джерельної та історіографічної бази. Незважаючи на християнський світогляд, критику теорій Спенсера та Дарвіна, він як дослідник використав деякі постулати позитивістської методології наукових досліджень: міждисциплінарність, еволюціонізм (релігія розвивається від нижчих форм до вищих), порівняльний аналіз, закономірність історико-релігійних явищ («завдання історії релігії — порівняльне співставлення вірувань різних народів світу і з'ясування цим шляхом законів історичного розвитку релігійних вірувань»), перевага фактологічних побудов над суто теоретичними, апріорними. 
Праця О. Клітіна поділялась на дві частини — теоретичну та фактичну. У першій частині автор висвітлив питання про зміст та завдання історії релігії, методи вивчення історії релігії, зв'язок релігії з іншими галузями культури, класифікацію релігій. У цій частині автор обґрунтував думку про те, що першою формою релігії була віра в єдиного Бога («найпростіша форма монотеїзму»), висунув досить переконливі аргументи проти низки теорій походження релігії (теорія страху, психологічна тощо). Він схилявся до погляду на релігію, як вроджене почуття людини. У другій частині проаналізовано особливості релігії кельтів, германців, слов'ян, народів Азії, Африки, Америки. Головну увагу він приділив релігіям так званих культурних народів: Давнього Єгипту та євреїв як передвісників християнства. Головним чином на погляди О. Клітіна вплинув видатний німецький історик релігії Макс Мюллер. Попри загально науковий тон, праця мала яскраве ідеологічне забарвлення. Автор полемізував з противниками визнання богослов'я наукою, еволюціоністів та натурфілософів, які вважали, що релігія з'явилась раніше цивілізації і з часом наука та цивілізація мають замінити релігію. Водночас він наполягав, що лише християнство є вищою формою релігії, єдина істина віра. Помітний вплив на його погляди мало неослов'янофільство.

## Праці
- История религии. Опыт историко-богословского исследования. — Одесса, 1910;
- По-поводу рецензии «Русской Речи» на «Историю религии». — Одесса, 1911;
- Из истории школьного просвещения в Галиции. — Одесса, 1915.